# Stadionul Daniel Prodan
Stadionul Daniel Prodan – stadion sportowy w Satu Mare, w Rumunii. Został otwarty w 1942 roku. Może pomieścić 18 000 widzów. Swoje spotkania rozgrywają na nim piłkarze klubu Olimpia Satu Mare. W 2017 roku obiekt otrzymał imię Daniela Prodana, wcześniej nosił nazwę „Stadionul Olimpia”.